# Japan Remote Control
La Japan Remote Control Co. (日本遠隔制御株式会社; Nippon Enkaku Seigyo Kabushiki Gaisha) o abbreviata JR è un'azienda giapponese di elettronica e modellismo. I radiocomandi sono conosciuti come "JR PROPO", dove PROPO sta per proportional (proporzionale).

## Storia
È stata fondata nel 1976 a Osaka dove tuttora vi è la sede principale. Nel 1983 iniziò la collaborazione con la tedesca Graupner nel ramo radiocomandi e elicotteri. È membro di:
- Japan Radio Control Safety Association
- Japan Radio Control Model Industrial Association

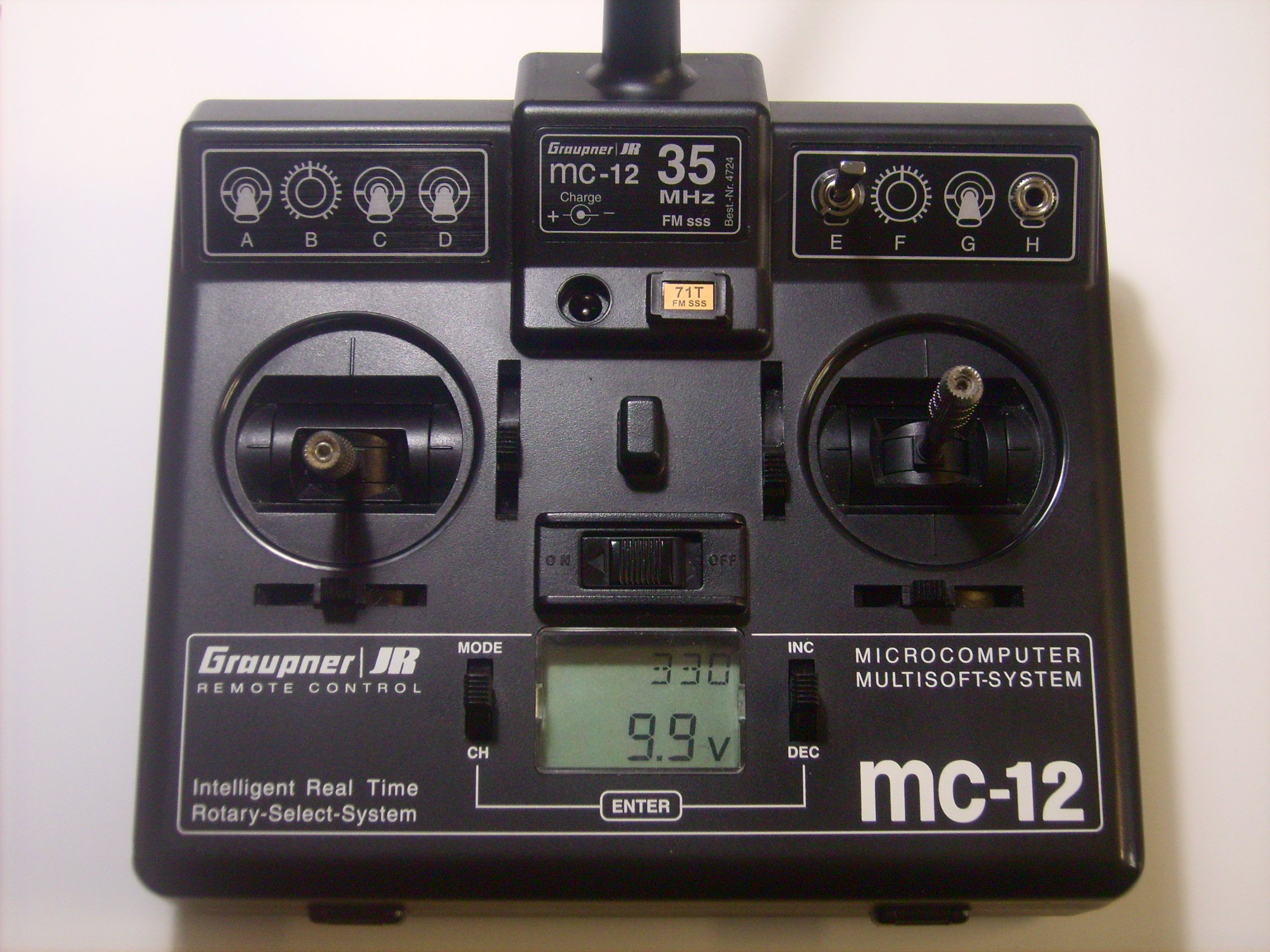
Un radiocomando mc-12 della JR distribuito da Graupner